# Масента (город)
Масента (фр. Macenta) — город на юге Гвинеи, в провинции Нзерекоре. Административный центр префектуры Масента.

## Общая информация
Расположен на дороге между городами Нзерекоре и Гекеду, недалеко от места, где река Ньянда впадает в реку Маконда. Город находится вблизи границы с Либерией, является важным центром торговли чаем, кофе, рисом, маниоком, маслом дерева ши и пальмовым маслом. Завод по переработке чая был построен в Масенте в 1968 году. Имеется небольшой аэропорт. Абсолютная высота города — 598 м над уровнем моря.

## Население
По данным на 2013 год численность населения города составляла 110 794 человека.
Динамика численности населения города по годам:
| 1983   | 1996   | 2013    |
| ------ | ------ | ------- |
| 28 100 | 47 360 | 110 794 |

## Известные уроженцы
- Луи Лансана Беавоги — государственный и политический деятель Гвинеи